# Raiders of the Lost Ark (videogioco)
Raiders of the Lost Ark è un videogioco del 1982 creato per la console Atari 2600. È basato sul film I predatori dell'arca perduta del 1981 ed è considerato uno dei migliori titoli prodotti per la console di Atari. Il gioco è stato scritto da Howard Scott Warshaw, già autore di Yars' Revenge.

## Trama
Il giocatore controlla Indiana Jones durante la sua ricerca della perduta arca dell'alleanza.
Il videogioco è ambientato nella città del Cairo nel 1936, rappresentata da una sala d'ingresso e da un mercato. Nella sala d'ingresso Indiana Jones può aprire uno squarcio in un muro utilizzando una granata ed entrare nel Tempio degli Antichi. Nel Tempio si trovano 2 percorsi, entrambi contenenti vari ostacoli, dopo i quali troverà, alla fine, la stanza del tesoro. In essa Indiana Jones può raccogliere oro e altri oggetti che gli serviranno nel prosieguo del gioco.
Il giocatore deve poi attraversare una mesa alla fine della quale trova la Stanza della Mappa dove è indicato il posto in cui si trova l'Arca Perduta. A sud della Stanza della Mappa c'è un Covo di Ladri e un Mercato Nero: all'interno di quest'ultimo ci sono diversi personaggi, tra cui due sceicchi e un matto e alcuni oggetti necessari per completare il gioco.
Dopo aver trovato tutti gli oggetti nascosti nelle varie stanze, il giocatore torna alla mesa e da lì si getta con un paracadute. Il giocatore cade all'interno della mesa passando attraverso un piccolo foro alla fine di una diramazione, e dissotterra l'Arca dopo aver sconfitto altri ladri.

## Modalità di gioco
Il gioco richiede al giocatore di utilizzare i 2 joystick della console contemporaneamente: con il joystick numero 1 seleziona l'oggetto da utilizzare e con il suo pulsante lo può gettare via; con il joystick numero 2 muove Indiana Jones e con il suo pulsante usa l'oggetto selezionato. Questo schema anticipò i controller per giochi di futura progettazione dotati di più pulsanti.
L'ambiente di gioco è formato da molte stanze, dove Indiana Jones è disegnato di profilo ma può camminare in tutte le direzioni. Molte stanze sono a schermata fissa ma ce ne sono anche a scorrimento verticale; dai bordi dello schermo si può passare da una stanza all'altra.
Gli oggetti vengono raccolti passandoci sopra e mostrati in un inventario a icone alla base dello schermo. Indiana Jones ha tre vite che può perdere al contatto con vari tipi di pericoli.

## Sviluppo del gioco e critica
Sull'onda del successo ai botteghini della pellicola cinematografica, i dirigenti di Atari decisero di effettuare la conversione in videogioco de "I predatori dell'Arca Perduta" ed affidarono il compito a Howard Scott Warshaw, l'autore del fortunato titolo Yars' Revenge, considerato uno tra i migliori giochi per Atari 2600.
Atari contattò quindi Steven Spielberg per l'acquisizione delle licenze e poi fece incontrare Warshaw e Spielberg. Warshaw mostrò a Spielberg il suo Yars' Revenge e spiegò l'idea che aveva in mente per la realizzazione del gioco. A Spielberg piacque Yars' ed approvò la scelta di Warshaw come programmatore per il gioco.
Warshaw aveva in mente di fare un gioco simile ad Adventure, un altro gioco di avventura pubblicato per la 2600, ma con una grafica più ricca, con effetti sonori più elaborati e con più rompicapo da risolvere.
Il titolo, pubblicato nel mese di novembre del 1982, riscosse un riscontro molto positivo da parte della critica e degli utenti. Il gioco è considerato infatti uno dei migliori prodotti per la console Atari 2600, sia per la grafica sia anche per la storia e la complessità del gioco, che richiedeva un certo impegno per giocarlo e risolverlo.